# Giovan Battista Filippo Basile
Giovan Battista Filippo Basile (Palermo, 8 agosto 1825 – Palermo, 16 giugno 1891) è stato un architetto italiano.
È considerato uno dei principali architetti italiani dell'Ottocento.

## Biografia

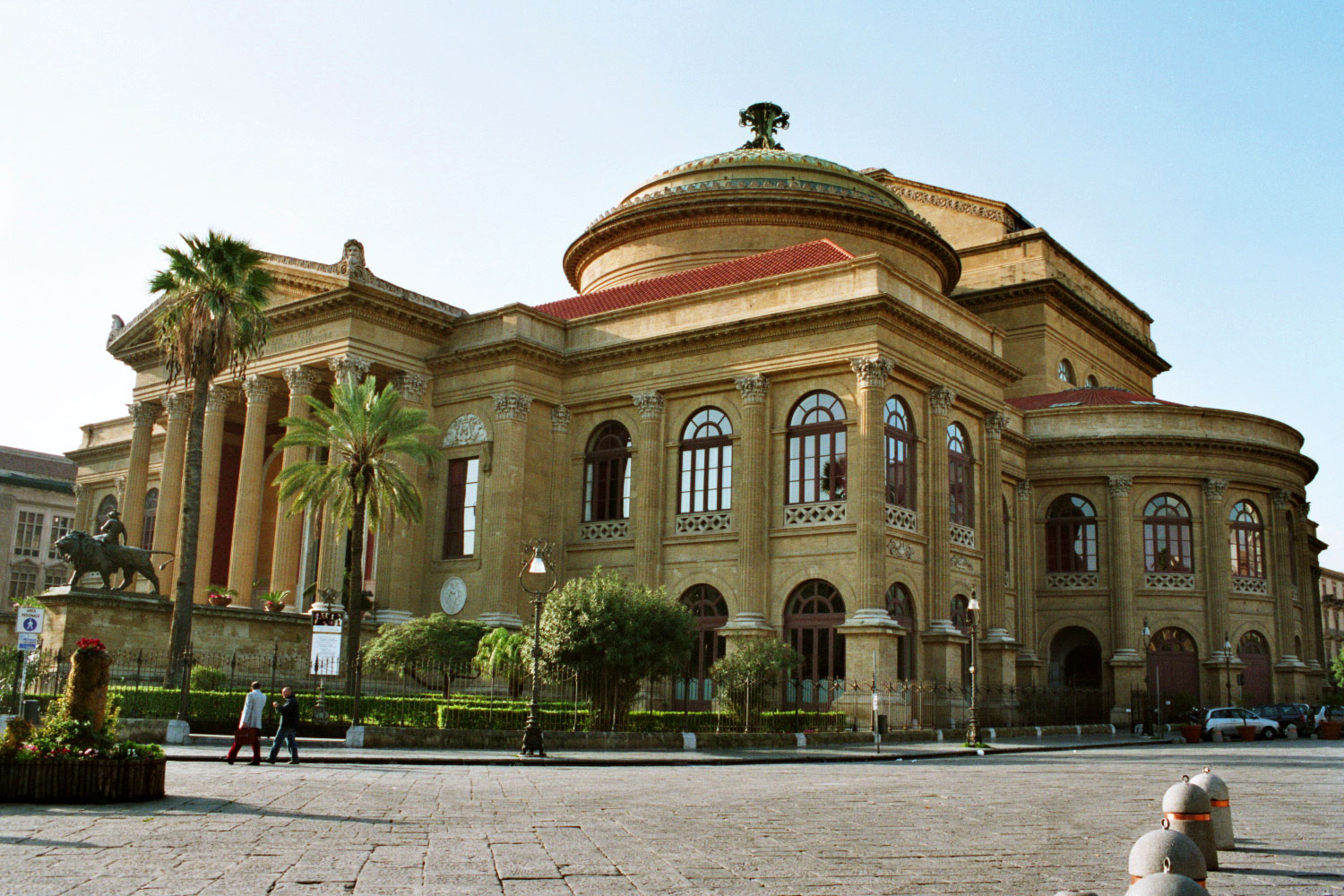
Teatro Massimo di Palermo

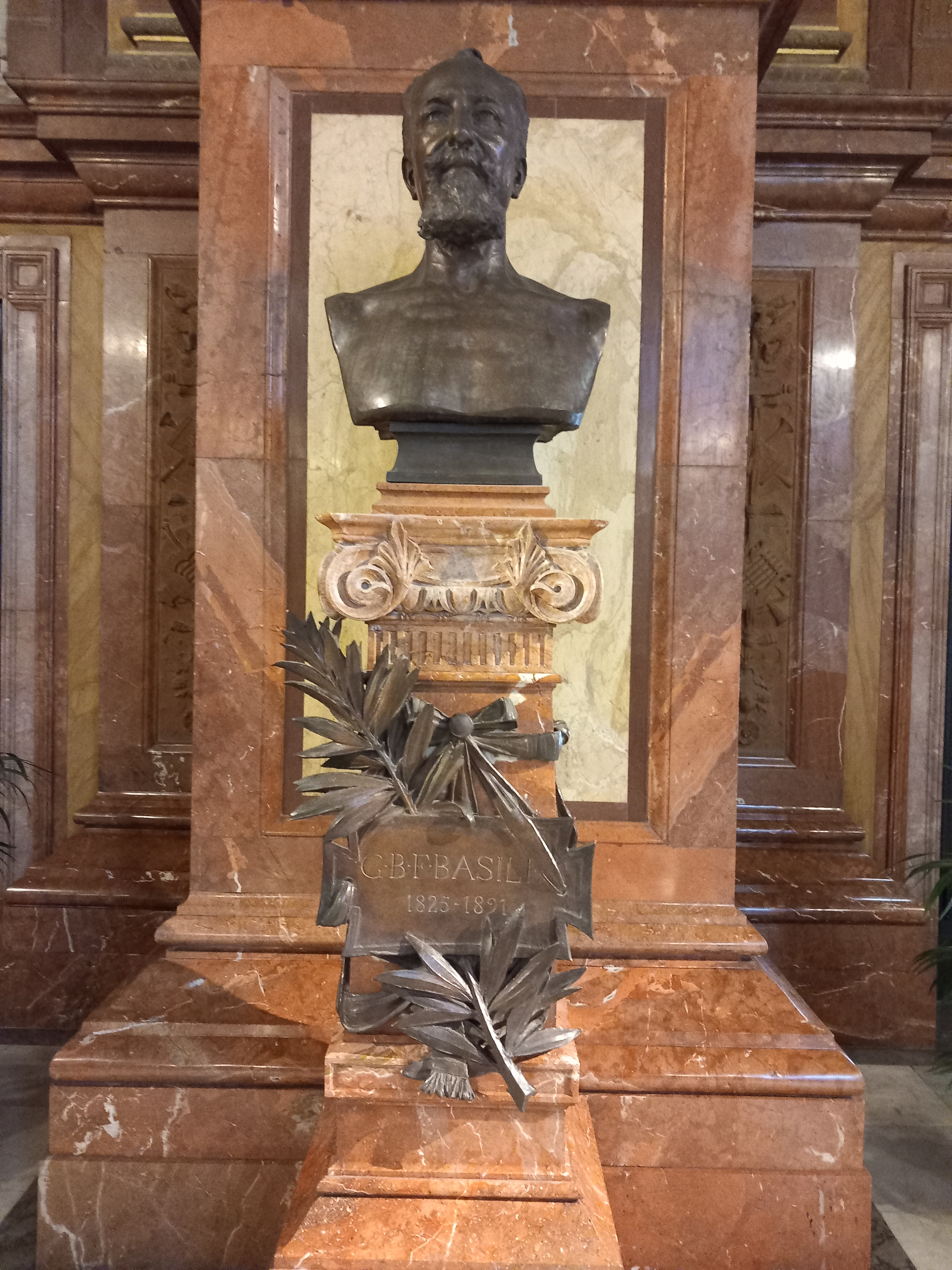
Busto di Basile, dello scultore Antonio Ugo all'interno del Teatro Massimo

Fra le sue opere meritano sicuramente menzione il Teatro Massimo di Palermo nel 1864 (portato a termine dal figlio Ernesto Basile), il cosiddetto Reclusorio delle Croci (Via Libertà), in stile neomedievale, e la facciata in stile neogotico della Cattedrale di Acireale. Sempre a Palermo è l'autore del Villino Favaloro - Di Stefano (1889), anch'esso terminato dal figlio Ernesto.

Ha anche realizzato diversi giardini importanti, come la Villa Garibaldi e il Giardino Inglese a Palermo, Piazza Marina e la Villa Vittorio Emanuele a Caltagirone. 
Ha progettato il Cimitero Monumentale di Monreale e la facciata del cimitero comunale di Santa Margherita di Belice, il cimitero monumentale di Mistretta, nel Messinese, realizzato dalla ditta locale di Liborio Smiriglio. Nella città amastratina influenzò anche il nuovo assetto urbanistico, con la costruzione di fontane, larghi, piazze, pubblici passeggi e l’abbellimento della Villa Garibaldi. 
È sepolto nella tomba di famiglia presso il Cimitero dei Rotoli a Palermo. Suo impresario fu il palermitano Sebastiano Di Stefano.
Alla sua attività fanno capo diversi progetti, saggi critici, riviste, libri e testi didattici.
Il famoso Ernesto Basile grande maestro del liberty citò il padre Giovan Battista Filippo dicendo: artista liberissimo e iniziatore di uno stile libero.

## Opere
- 1846, Villa Vittorio Emanuele
- 1851, Giardino inglese di Palermo

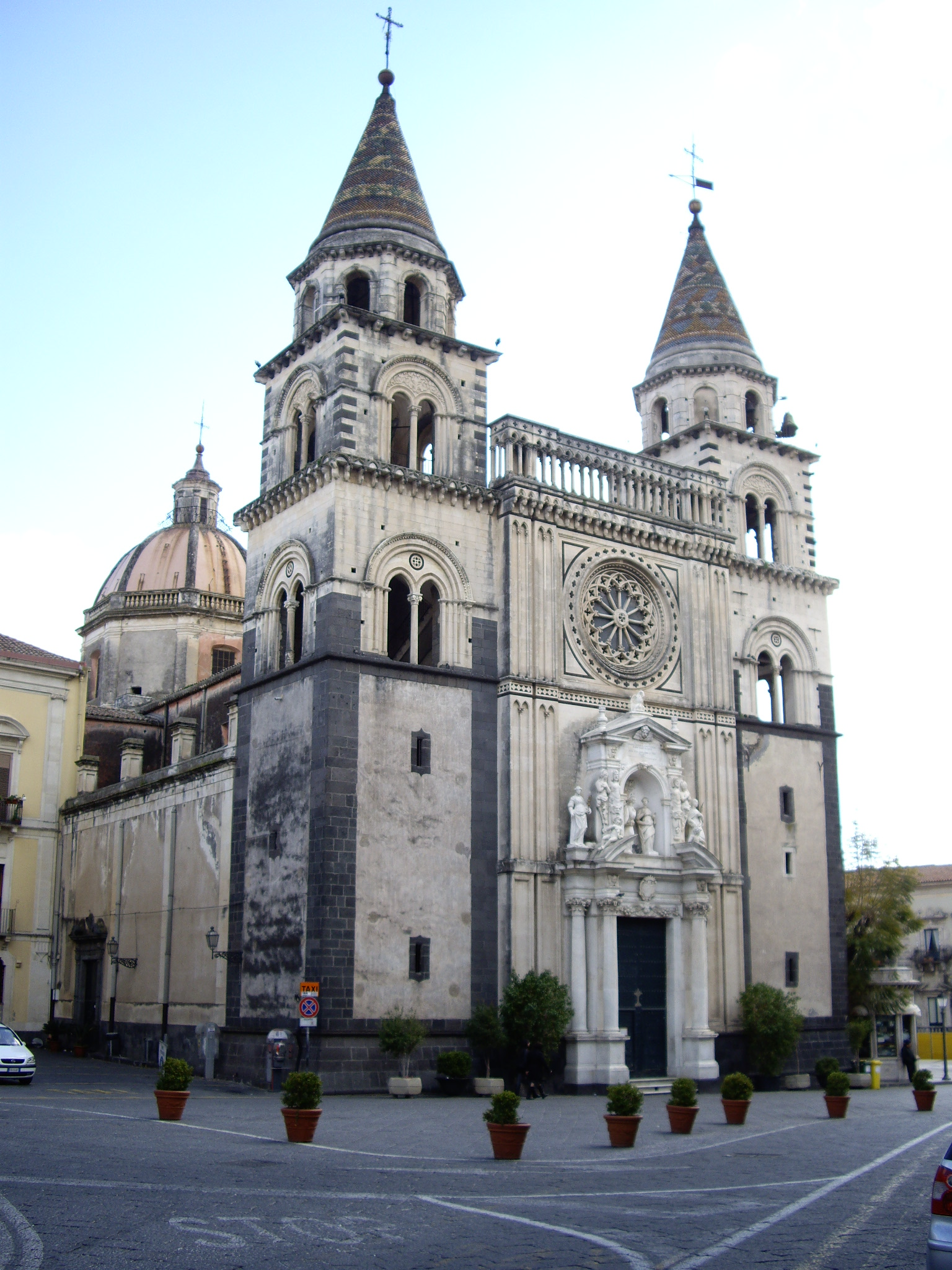
Facciata della cattedrale di Acireale

- 1851, progetto del palchetto musicale a Caltagirone
- 1858, progetto della facciata della cattedrale di Caltagirone
- 1861-1864, Giardino Garibaldi
- 1863, Piazza Marina
- 1872, lavori di perfezionamento del Palazzo Drago Ajroldi di Santacolomba di Palermo.
- 1875, monumento ai Mille a Gibilrossa
- 1875-1891, Teatro Massimo Vittorio Emanuele
- 1878, padiglione dell'Italia all'Esposizione universale di Parigi[3]
- 1887-1890, facciata della cattedrale di Acireale
- 1889-1891, Villino Favaloro

## I suoi scritti
- Sul Palazzo Genuardi, Palermo, 1858
- Sull'antico edifizio della Piazza Vittoria in Palermo : Memoria del Socio Prof. G. B. F. Basile letta nella tornata del 29 novembre 1874
- Curvatura delle linee dell'architettura antica, con un metodo per lo studio dei monumenti, epoca dorico-sicula; studj e rilievi di G. B. F. Basile, Reber, Palermo 1896